# Culpa in causa-arrest
Het Culpa in causa-arrest (HR 9 juni 1981, NJ 1983/412) is een arrest van de Nederlandse Hoge Raad dat betrekking heeft op culpa in causa.

## Casus
Verdachte heeft onder invloed van cocaïne zijn grootmoeder met een mes door een halssteek en meerdere daarop volgende steken om het leven gebracht. Hij verklaart dat hij verscheidene malen met het mes heeft gestoken om het gillen van zijn grootmoeder te doen stoppen.

## Rechtsvraag
Kan het bewezenverklaarde aan de verdachte worden toegerekend, nu hij ten gevolge van de cocaïne intoxicatie aan een paranoïde psychose leed? (Nee. Omdat de verdachte door het innemen van de cocaïne zich willens en wetens in een dergelijke geestestoestand brengt,)

## Procesgang
Verdachte wordt vervolgd voor doodslag. De dader leed op dat moment aan hallucinaties, meende dat de daad hem vanwege zijn psychische toestand op dat moment niet kon worden toegerekend, nu hij nu het gebruik van cocaïne de draagwijdte van zijn handelingen niet meer kon overzien. Deze bewering werd gesteund door een psychiatrisch rapport. Het hof veroordeelt hem echter van doodslag tot twee jaar gevangenisstraf. Verdachte gaat hier in cassatie 

### Hoge Raad
Het cassatieberoep wordt verworpen.
Ten aanzien van het opzet oordeelde de Hoge Raad:

Dat niet aannemelijk is geworden, dat te dezen sprake is geweest van een zodanig ernstige geestelijke afwijking dat de verdachte dientengevolge tijdens het begaan van het bewezene van elk inzicht in de draagwijdte van zijn gedragingen en de mogelijke gevolgen daarvan verstoken was.

Uit het gedrag en de verklaring van de verdachte is immers gebleken dat hij geacht moet worden te hebben willen doden.
Ten aanzien van de toerekenbaarheid bevestigt de Hoge Raad de culpa in causa-redenering van het hof. Aangezien de verdachte bekend was met de invloed die de drug op hem had en het van algemene bekendheid is dat gebruik van cocaïne het normbesef kan aantasten, kan de verdachte worden verweten dat hij door gebruik van cocaïne is komen te verkeren in een toestand van ziekelijke storing van zijn geestesvermogens. Derhalve kan de doodslag aan hem worden toegerekend.